# Мета (Л'Аквила)
Мета (итал. Meta) је насеље у Италији у округу Л'Аквила, региону Абруцо.
Према процени из 2011. у насељу је живело 361 становника. Насеље се налази на надморској висини од 1008 м.